# Matti Järvinen
Matti Henrikki Järvinen, finski atlet, 18. februar 1909, Tampere, Finska, † 22. julij 1985, Helsinki, Finska.
Järvinen je pokojni tekmovalec v metu kopja, olimpijski in dvakratni evropski prvak ter nekdanji svetovni rekorder.
Na poletnih olimpijskih igrah je nastopil v letih 1932 v Los Angelesu in 1936 v Berlinu. Leta 1932 je osvojil naslov olimpijskega prvaka, leta 1936 pa je bil peti. Na evropskih prvenstvih je osvojil naslova prvaka v letih 1934 v Torinu in 1938 v Parizu. Med 8. avgustom 1930 in 18. junijem 1936 je desetkrat zapored postavil nov svetovni rekord v metu kopja. Prvič ga je postavil z 71,57 m, njegov zadnji rekord pa je znašal 77,23 m. Veljal je do 25. avgusta 1938, ko ga je izboljšal Yrjö Nikkanen.
Njegov oče Verner Järvinen ter brata Kalle Järvinen in Akilles Järvinen so bili prav tako atleti.